# Othresypna quadrinotata
Othresypna quadrinotata là một loài bướm đêm trong họ Noctuidae.